# آيت بوملال (آيت هودي الشرقية)
آيت بوملال هو دُوَّار يقع بجماعة آيت أم البخث، إقليم بني ملال، جهة بني ملال خنيفرة في المملكة المغربية. ينتمي الدوّار لمشيخة آيت هودي الشرقية التي تضم 3 دواوير. يقدر عدد سكانه بـ 1514 نسمة حسب الإحصاء الرسمي للسكان والسكنى لسنة 2004.

## وصلات خارجية
- البوابة الوطنية للجماعات الترابية
- المندوبية السامية للتخطيط